# Список об'єктів Світової спадщини ЮНЕСКО в Данії
У списку об'єктів Світової спадщини ЮНЕСКО в Данії налічується 8 об'єктів (станом на 2015 рік).
У цій таблиці об'єкти розташовані в порядку їх додавання до списку Світової спадщини ЮНЕСКО.
| № | Зображення | Назва                                                                   | Розташування                                                         | Час створення     | Рік внесення до списку | №    | Критерії    |
| - | ---------- | ----------------------------------------------------------------------- | -------------------------------------------------------------------- | ----------------- | ---------------------- | ---- | ----------- |
| 1 |            | Рунічні камені в Еллінзі (дан. Jellingstenene)                          | місто Еллінг                                                         | X століття        | 1994                   | 697  | iii         |
| 2 |            | Собор Роскілле (дан. Roskilde Domkirke)                                 | місто Роскілле                                                       | XII—XIII століття | 1995                   | 695  | ii, iv      |
| 3 |            | Кронборг (дан. Kronborg)                                                | біля міста Гельсінгер                                                | 1420              | 2000                   | 696  | iv          |
| 4 |            | Фіорд Ілуліссат (дан. Ilulissat Isfjord)                                | місто Ілуліссат, Ґренландія                                          | —                 | 2004                   | 1149 | vii, viii   |
| 5 |            | Ваттове море (дан. Vadehavet)                                           | Регіон: Південна Данія, Данія (спільно з Нідерландами і Німеччиною ) | —                 | 2009 2011 2014         | 1314 | viii, ix, x |
| 6 |            | Стевнс Клінт (дан. Stevns Klint)                                        | Регіон: Зеландія, Данія                                              | —                 | 2014                   | 5473 | viii        |
| 7 |            | Крістіансфелд (дан. Christiansfeld)                                     | Регіон: Південна Данія, Данія                                        | —                 | 2015                   | 1468 | iii, iv     |
| 8 |            | Мисливський пейзаж Північної Зеландії (дан. Jagt landskab Nordsjælland) | Регіон: Столичний регіон, Данія                                      | —                 | 2015                   | 1469 | ii, iv      |